# Diego Rodríguez Da Luz
Diego Manuel Rodríguez Da Luz (Montevideo, Uruguay, 8 de agosto de 1986) es un futbolista uruguayo que juega actualmente como lateral izquierdo en Juventud de Las Piedras de la Primera División de Uruguay. Comenzó su carrera en el Peñarol, luego de un corto paso por el Bologna, de la Serie A de Italia, pasó a formar parte del Club Atlético Huracán de Argentina.

## Clubes
| Club                    | País      | Año           |
| ----------------------- | --------- | ------------- |
| Peñarol                 | Uruguay   | 2003-2008     |
| Bologna                 | Italia    | 2008-2009     |
| Huracán                 | Argentina | 2009-2010     |
| Defensor Sporting       | Uruguay   | 2011-2013     |
| River Plate             | Uruguay   | 2014-2018     |
| Juventud de Las Piedras | Uruguay   | 2019-presente |